# Diafragma pélvico
El diafragma pélvico, piso pélvico o suelo pelviano, está compuesto por fibras musculares estriadas del elevador del ano, el músculo coxígeo  y el tejido conectivo asociado, que limita y se extiende por debajo de la cavidad pelviana (pelvis). 

## Estructura

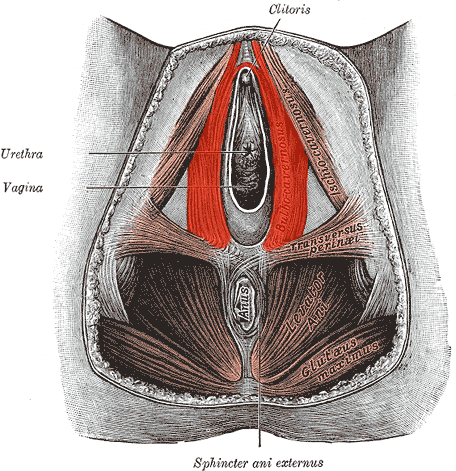
superficiales del periné. (visto desde el exterior).

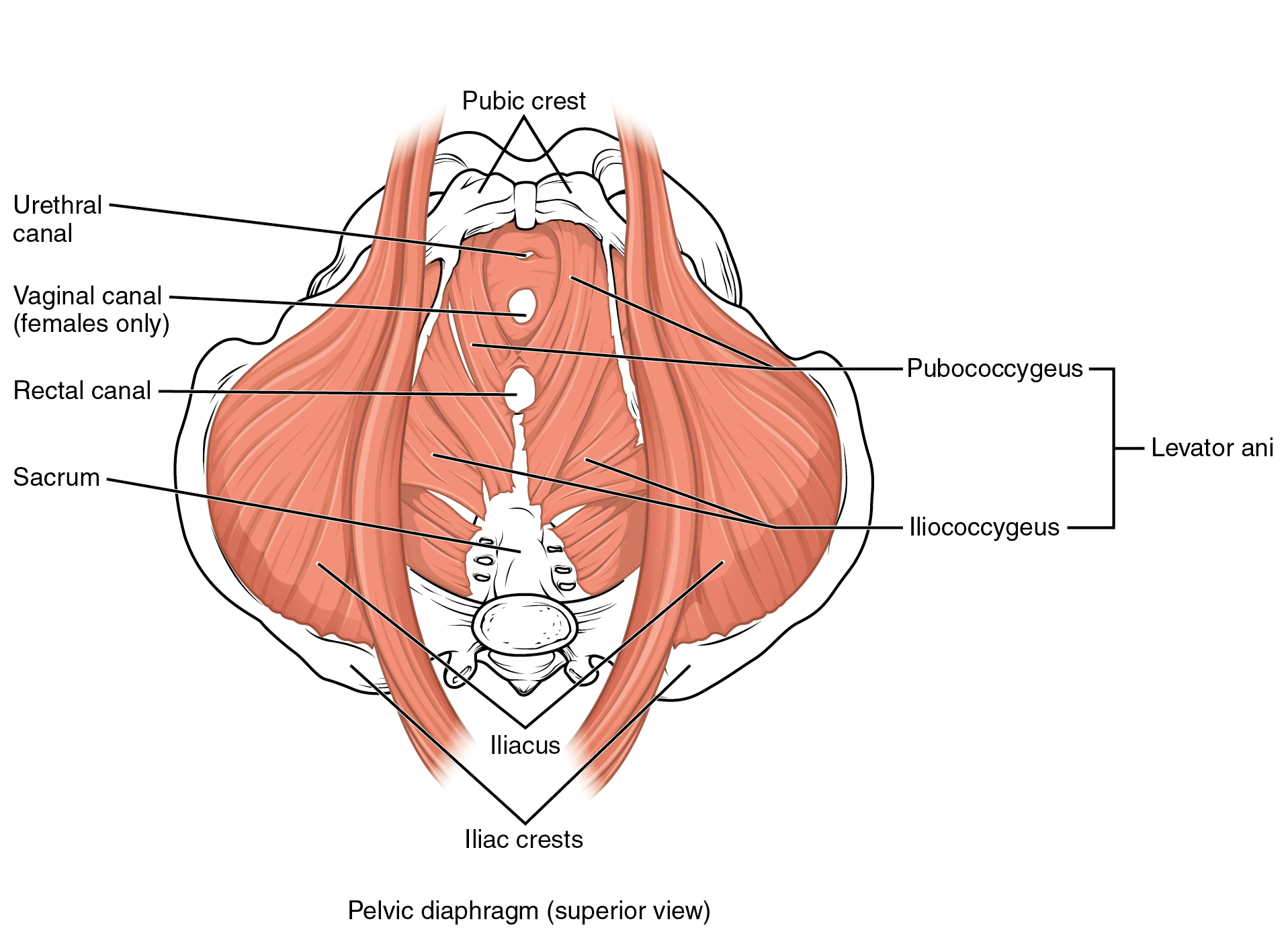
Músculos del suelo pelviano (vistos desde el abdomen).

El diafragma pélvico es una partición muscular formada por los levatores anii y los coccygei (coxígeos), con los que se incluye la fascia pélvica parietal, en sus aspectos superior e inferior.

El suelo pélvico separa la cavidad pélvica por encima de la región perineal  (incluido el perineo) por debajo. Para acomodar el canal de nacimiento, la cavidad pélvica de una mujer es más grande que la de un hombre, pero mujeres y hombres tienen un suelo pélvico equivalente.
Los levatore ani derecho e izquierdo se encuentran casi horizontalmente en el suelo de la pelvis, separados por un estrecho espacio que traspasan la uretra, la vagina y el canal anal. El levator ani suele considerarse en tres partes: pubococcígeo, puborrectal e iliococcígeo. El pubocoxígeo, la parte principal del elevator, corre hacia atrás desde el cuerpo del pubis hacia el coxis y puede dañarse durante el nacimiento. Algunas fibras se insertan en la próstata, la uretra y la vagina. El puborrectal derecho e izquierdo se unen detrás de la unión anorrectal para formar un cabestrillo muscular. Algunos los consideran como una parte del esfínter anal externo. El iliococcígeo, la parte más posterior del levator ani, a menudo está poco desarrollado.
El coccígeo, situado detrás del levator ani y con frecuencia tendinoso tanto como muscular, se extiende desde la espina isquiática hasta el margen lateral del sacro y el cóccix.
La cavidad pélvica de la pelvis verdadera tiene el piso pélvico como su borde inferior (y el borde pélvico como su borde superior). El perineo tiene el piso pélvico como su borde superior.
Algunas fuentes no consideran que el «piso pélvico» y el «diafragma pélvico» sean idénticos, con el «diafragma» compuesto únicamente por el levator ani y el coccígeo, mientras que el «piso» también incluye la membrana perineal y la bolsa perineal profunda. Sin embargo, otras fuentes incluyen la fascia como parte del diafragma. [cita requerida] En la práctica, los dos términos a menudo se usan indistintamente.
Posteriormente, el piso pélvico se extiende hacia el triángulo anal.
El piso pélvico tiene dos hiatos (huecos): hiato urogenital anterior a través del cual pasan la uretra y la vagina y el hiato rectal posterior a través del cual pasa el canal anal.

## Inervación
Nervio espinal 3-4.

## Función
Es importante para proporcionar apoyo a las vísceras pélvicas (órganos), por ejemplo, la vejiga, los intestinos, el útero (en las mujeres), y para mantener la continencia como parte de los esfínteres urinarios y anales. Facilita el nacimiento al resistir el descenso de la parte que se presenta, haciendo que el feto rote hacia adelante para discurrir a través de la faja pélvica. Ayuda a mantener una presión intraabdominal óptima

## Importancia clínica
Los daños en el suelo pélvico no sólo contribuyen a la incontinencia urinaria, sino que pueden provocar un prolapso de los órganos pélvicos. El prolapso de órganos pélvicos se produce en las mujeres cuando los órganos pélvicos (por ejemplo, la vagina, la vejiga, el recto o el útero) sobresalen dentro o fuera de la vagina. Los prolapsos se clasifican de acuerdo con el órgano prolapsado y el lugar.
- Prolapso de la pared vaginal anterior
  - Cistocele (vejiga dentro de la vagina)[5]
  - Uretrocele (uretra dentro la vagina)
  - Cistouretrocele (vejiga y uretra)
- Prolapso de la pared vaginal posterior
  - Enterocele (intestino delgado dentro de la vagina)
  - Rectocele (recto dentro de la vagina)
- Prolapso vaginal apical
  - Prolapso uterino (útero en la vagina)
  - Prolapso de la bóveda vaginal (techo de la vagina): después de la histerectomía

Las causas del prolapso de órganos pélvicos no son diferentes de las que también contribuyen a la incontinencia urinaria. Entre ellas figuran el tono muscular inapropiado (asimétrico, excesivo o insuficiente) y las asimetrías causadas por un traumatismo en la pelvis. La edad, el embarazo, los antecedentes familiares y el estado hormonal contribuyen al desarrollo del prolapso de órganos pélvicos. Después del tratamiento de los cánceres ginecológicos puede presentarse una disfunción del suelo pélvico.
La vagina está suspendida por medio de uniones al perineo, la pared lateral de la pelvis y el sacro a través de uniones que incluyen colágeno, elastina y músculo liso. Se puede realizar una cirugía para reparar los músculos del suelo pélvico. Los músculos del suelo pélvico pueden fortalecerse con los ejercicios de Kegel.
Los trastornos del piso pélvico posterior incluyen prolapso rectal, rectocele, hernia perineal y una serie de trastornos funcionales, incluido el anismo. El estreñimiento debido a cualquiera de estos trastornos se denomina «estreñimiento funcional» y es identificable por criterios de diagnóstico clínico.
El ejercicio del piso pélvico (PFE por sus siglas en inglés Pelvic floor exercise), también conocido como ejercicios de Kegel, puede mejorar el tono y la función de los músculos del piso pélvico, lo cual es de particular beneficio para las mujeres (y con menos frecuencia los hombres) que experimentan incontinencia urinaria de esfuerzo. Sin embargo, el cumplimiento de los programas de PFE a menudo es deficiente, el programa PFE generalmente no es eficaz para la incontinencia urinaria a menos que se realice con biorretroalimentación y supervisión capacitada, y en los casos difíciles puede ser sin benificio. El tono muscular del piso pélvico se puede estimar usando un perineómetro, que mide la presión dentro de la vagina. La medicación también puede usarse para mejorar la continencia. [cita requerida] En los casos graves, se puede realizar una operación quirúrgica para reparar o incluso para reconstruir el piso pélvico [cita requerida] La pelviperineología es la especialidad fisioterapéutica que se ocupa de los problemas funcionales de los tres ejes (urológico, ginecológico y coloproctológico) del piso pélvico.

## Imágenes adicionales

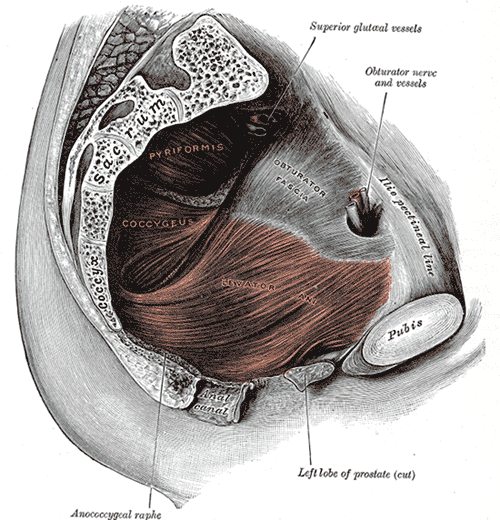
Los músculos del suelo pélvico abarcan la parte inferior de la pelvis. Esta imagen muestra el levator ani izquierdo desde dentro.
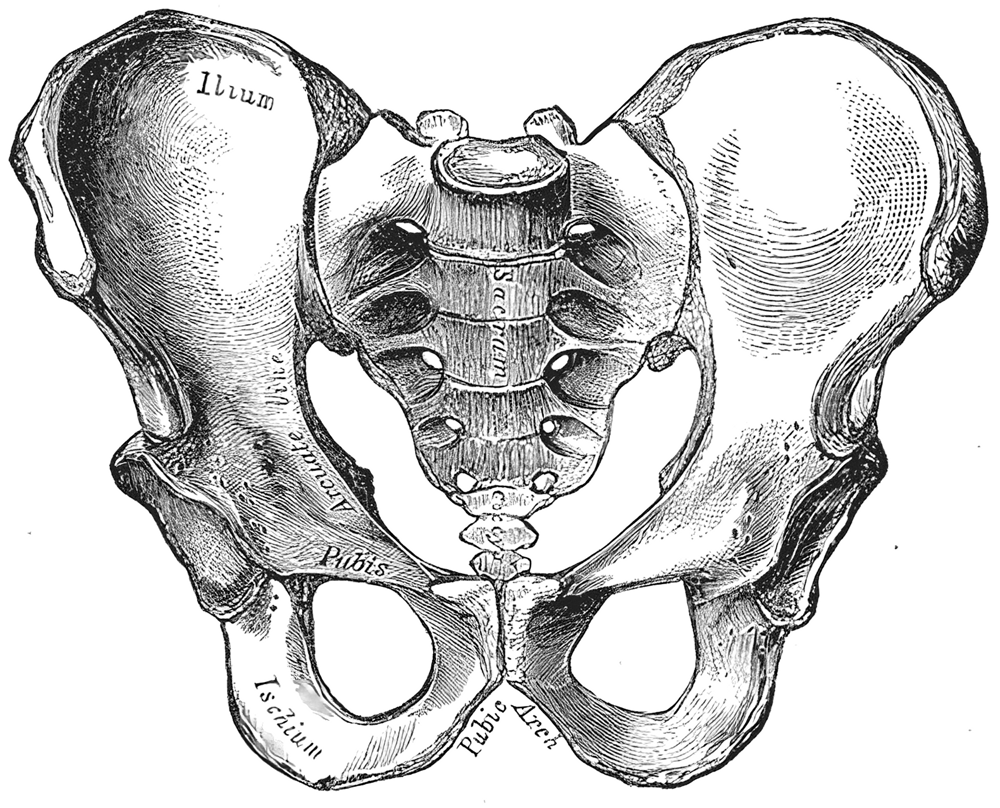
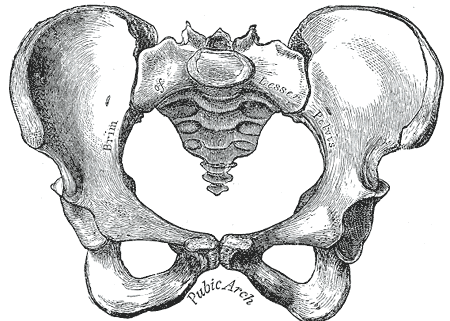